# 布兰登·塔奇科夫
布兰登·塔奇科夫（英語：Brandon Tartikoff，1949年1月13日—1997年8月27日）是美国国家广播公司（NBC）一位著名的经理，他用一系列成功的剧集扭转了NBC在黄金时段的颓势。这些剧集有：《希尔街的布鲁斯》（Hill Street Blues）、《洛城法网》（L.A. Law）、《ALF》、《成长的烦恼》、《考斯比一家》、《欢乐酒店》（Cheers）、《迈阿密风云》、《黃金女郎》（The Golden Girls）、《霹雳游侠》、《天龙特攻队》、《波城杏话》（St. Elsewhere）、《夜间法庭》（Night Court）、《神探亨特》、《天堂之路》、《马特洛克》（Matlock）、《斯蒂尔传奇》（Remington Steele）、《不同的世界》（A Different World）、《227》和《空巢》（Empty Nest）。